# Universal Migrator Part 1: The Dream Sequencer
Universal Migrator Part 1: The Dream Sequencer è il quarto album in studio del gruppo musicale olandese Ayreon, pubblicato il 22 maggio 2000 dalla Transmission Records.

## Descrizione
Come deducibile dal titolo, l'album è la prima parte del concept The Universal Migrator e narra la storia dell'ultimo colonizzatore sopravvissuto su Marte e dei suoi viaggi nel passato intrapresi tramite una macchina, il Dream Sequencer.
Le due parti del concept sono state pubblicate separatamente nel 2000. Tale scelta è stata adottata, a detta di Arjen Anthony Lucassen, per accontentare entrambe le sue due schiere di fan: una prevalentemente metal ed una più progressive. Questa prima parte del concept è infatti composta da brani melodici e di atmosfera, che spesso richiamano sonorità simili a quelle dei Pink Floyd, diversamente dalla seconda parte, dominato da toni marcatamente progressive metal.
Una riedizione comprensiva di entrambi gli album in singola custodia è stata pubblicata in seguito nel 2004 dalla Inside Out Music.

### Trama
La storia si svolge nel XXII secolo, oltre cento anni dopo l'ultima guerra mondiale sulla terra, avvenuta nel 2084, guerra predetta già nel sesto secolo dal menestrello Ayreon (la storia di Ayreon è narrata nell'album The Final Experiment).
Numerosi erano i colonizzatori presenti su Marte che assistettero alla distruzione del pianeta Terra e di qualsiasi forma di vita presente su di esso a causa della guerra, e per molti anni sopravvissero grazie agli approvvigionamenti portati dalla Terra. Ma le riserve erano comunque limitate, e così dopo molti anni rimase un unico superstite, figlio di uno dei primi colonizzatori.
Quest'ultimo sfrutta il Dream Sequencer, una macchina che permette di viaggiare nel passato tramite ipnosi, progettata dagli scienziati per rendere la noia su Marte più sopportabile, per scoprire le sue passate reincarnazioni. Così egli rivive la sua gioventù su Marte, la sua morte come reincarnazione femminile durante la guerra nel 2084, il primo atterraggio sulla Luna nel 1969 e la sua vita come portabandiera nel XVII secolo (lo stesso apparso nel famoso dipinto Ronda di notte di Rembrandt). Il colonizzatore scopre poi di aver assistito alla partenza della flotta navale inglese diretta a fermare l'Invincibile Armata, nelle vesti della Regina Elisabetta I d'Inghilterra e di aver presenziato come ragazza Maya alle cerimonie sacre a Tikal. Il suo viaggio nel passato ci rivela poi che egli non era nient'altro che il menestrello cieco Ayreon e che, in una sua reincarnazione ancor più remota, egli assistette alla costruzione di Stonehenge. Infine il colonizzatore viene a conoscenza che la prima reincarnazione della sua anima fu il primo essere umano sulla Terra.

## Tracce
Testi e musiche di Arjen Anthony Lucassen.
1. The Dream Sequencer – 5:09
2. My House on Mars – 7:48
3. 2084 – 7:42
4. One Small Step – 8:46
5. The Shooting Company of Captain Frans B. Cocq – 7:57
6. Dragon on the Sea – 7:09 (testo: Erik Norlander)
7. Temple of the Cat – 4:11
8. Carried by the Wind – 3:58
9. And the Druids Turn to Stone – 6:36
10. The First Man on Earth – 7:19 (testo: Neal Morse, Erik Norlander, Arjen Anthony Lucassen)
11. The Dream Sequencer Reprise – 3:36

## Formazione
Musicisti
- Arjen Lucassen – chitarra elettrica e acustica, basso, sintetizzatore analogico, mellotron, Hammond, tastiera aggiuntiva, voce (traccia 8)
- Erik Norlander – sintetizzatore analogico, pianoforte, vocoder, Hammond, tastiera aggiuntiva, assolo di sintetizzatore (tracce 1, 4 e 6)
- Rob Snijders – batteria
- Lana Lane – voce narrante (traccia 1), voce (tracce 3 e 6), cori (tracce 4 e 5)
- Johan Edlund – voce e melodie vocali (traccia 2)
- Floor Jansen – voce (traccia 2)
- Clive Nolan – assolo di sintetizzatore (traccia 3)
- Edward Reekers – voce (traccia 4)
- Mouse – voce (traccia 5)
- Jacqueline Govaert – voce (traccia 7)
- Damian Wilson – voce (traccia 9)
- Neal Morse – voce (traccia 10)
- Mark McCrite – cori (traccia 10)

Produzione
- Arjen Lucassen – produzione, missaggio
- Oscar Holleman – missaggio
- Stephen van Haestregt – assistenza tecnica
- Peter Van 't Riet – mastering